# Fullständigt mått
Ett fullständigt mått är ett begrepp inom matematisk måtteori. Ett mått är fullständigt om alla delmängder av nollmängder är mätbara. Dessa mängder kommer då nödvändigtvis ha måttet 0.

## Formell definition
Låt {\displaystyle (X,{\mathcal {F}},\mu )} vara ett måttrum. Måttet µ är fullständigt om
{\displaystyle A\in {\mathcal {F}},\ B\subset A\ {\mbox{och}}\ \mu (A)=0\ \Rightarrow \ B\in {\mathcal {F}}},
dvs delmängder av A är mätbara mängder. Om måttet i måttrummet är fullständigt kallas måttrummet för ett fullständigt måttrum.

## Exempel
Alla mått som man har konstruerade med yttre mått vid Carathéodorys kriterion är fullständigt: om {\displaystyle \mu ^{*}\,} är ett yttre mått, {\displaystyle A\subset X\,} en µ*-mätbar mängd, {\displaystyle \mu ^{*}(A)=0\,} och {\displaystyle B\subset A} så är
{\displaystyle \mu ^{*}(B\cap E)+\mu ^{*}(B\setminus E){\stackrel {\mathrm {monotont} }{\leq }}\mu ^{*}(E)+\mu ^{*}(A)=\mu ^{*}(E)}
och
{\displaystyle \mu ^{*}(E){\stackrel {\mathrm {subadditiv} }{\leq }}\mu ^{*}(B\cap E)+\mu ^{*}(B\setminus E),}
för alla {\displaystyle E\subset X\,}. Så att B är µ*-mätbar.
Därför är Lebesguemåttet och Hausdorffmåttet fullständiga mått.
Andra exempel är räknemåttet och Diracmåttet

## Tillämpningar
- Man behöver fullständighet i {\displaystyle L^{p}}-rummets definitionen eftersom man vill integrera alla delmängder för en nollmängd.